# Burg Hauenstein (Seis am Schlern)

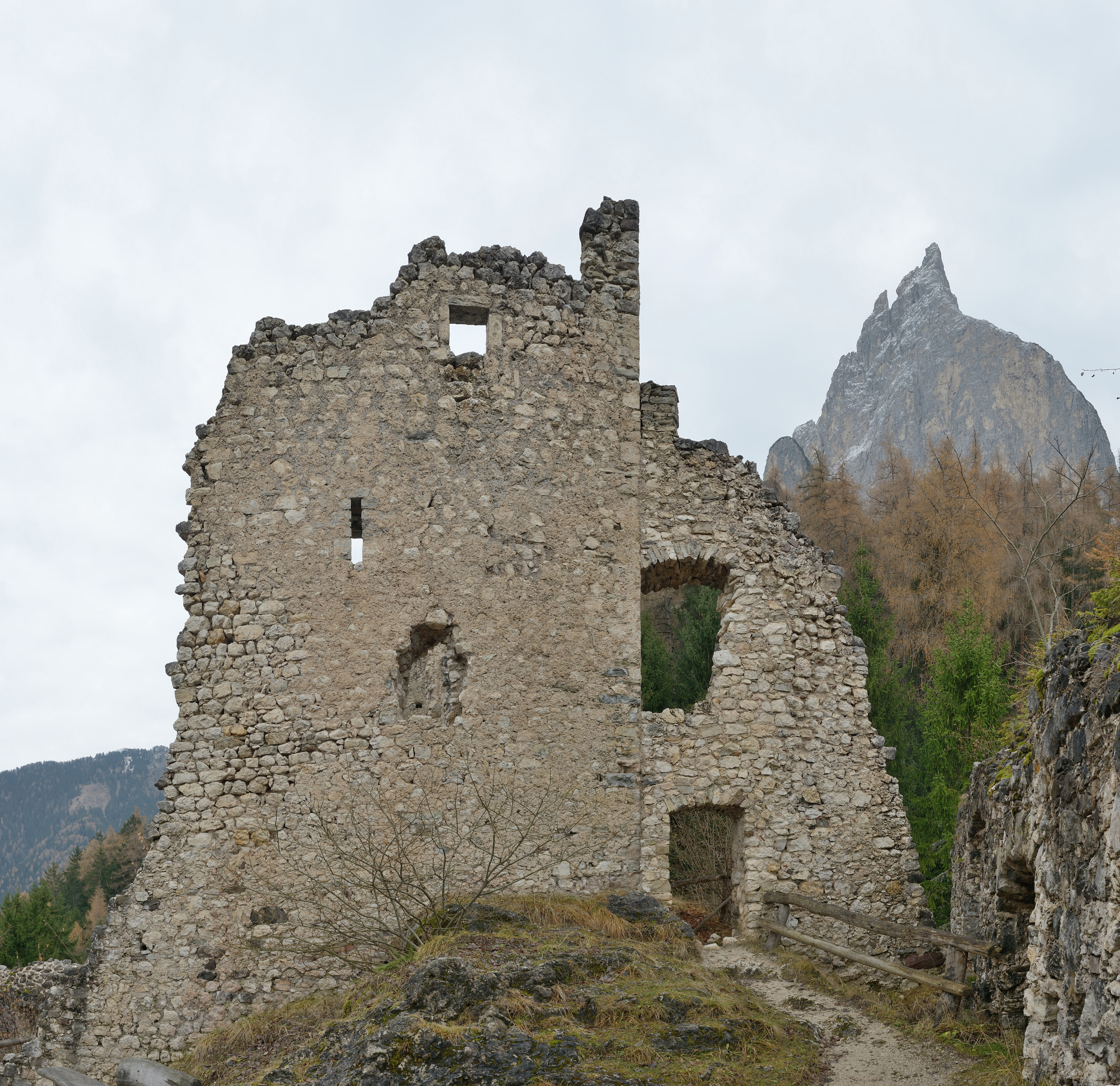
Mauerreste von Hauenstein, dahinter der Schlern

Die Burg Hauenstein ist die Ruine einer im 12. Jahrhundert erstmals erwähnten Höhenburg oberhalb des Dorfes Seis am Schlern, einer Fraktion der Marktgemeinde Kastelruth in Südtirol (Italien).

## Lage
Sie liegt auf 1273 m in einem dichten Forst am Fuße des Schlern. Ungefähr einen Kilometer westlich der Hauenstein liegt die Burg Salegg auf etwa gleicher Höhe.

## Geschichte
Die Burg Hauenstein wurde 1186 erstmals urkundlich erwähnt. Die auf ihr ansässigen Herren von Hauenstein gerieten in Zahlungsschwierigkeiten und mussten 1367 einen Drittel-Anteil an der Burg und ihren zugehörigen Liegenschaften an Ekhard von Villanders verkaufen. Dessen Schwiegersohn Friedrich von Wolkenstein übernahm den Anteil und zog widerrechtlich Einkünfte von den zinspflichtigen Höfen auch seiner Miteigentümerin zu zwei Dritteln ein, der Anna von Hauenstein, die mit dem Ritter Martin Jäger verheiratet war und vermutlich auf der Fahlburg lebte.
Friedrichs jüngerer Sohn, der spätmittelalterliche Dichterkomponist Oswald von Wolkenstein, erbte den Anteil an der Burg, bezog diese und zog weiterhin die Jägerschen Abgaben für sich ein. Wohl im Herbst 1421 wurde Oswald auf die Fahlburg entführt und dort gefoltert. Anschließend wurde er auf die Burg Vorst verbracht, wo Jäger als Burghauptmann amtierte, und erst gegen eine hohe Kautionsgarantie an den Landesfürsten Friedrich IV. freigelassen. Erst 1427, nach langen Rechtsstreitigkeiten, schloss Oswald einen Vergleich, mit dem er die zwei Drittel von den Jägers erwarb und diese für die entzogenen Einkünfte entschädigte. Er verbrachte, trotz häufiger Dienstreisen, längere Zeitabschnitte auf Hauenstein, wo auch seine Frau Margareta von Schwangau und die Kinder lebten. Bekannt ist das Hauensteinlied des Sängers. Bei der Burgruine Hauenstein wurden auch sein Bronzeschwert und andere Gegenstände ausgegraben. 
Im 15. und 16. Jahrhundert wurde die Burg erweitert. Christoph Freiherr von Wolkenstein erwarb die Burg am 1. Januar 1551. Im 17. Jahrhundert verfiel sie zur Ruine.
Heute befindet sich die Ruine Hauenstein im Eigentum der Diözese Bozen-Brixen.

## Anlage
Von der Anlage sind noch Mauerreste übrig, die in den 1970er Jahren restauriert wurden. Im Inneren der Kapelle wurden Überreste von Fresken freigelegt.